# Abraham Gevers

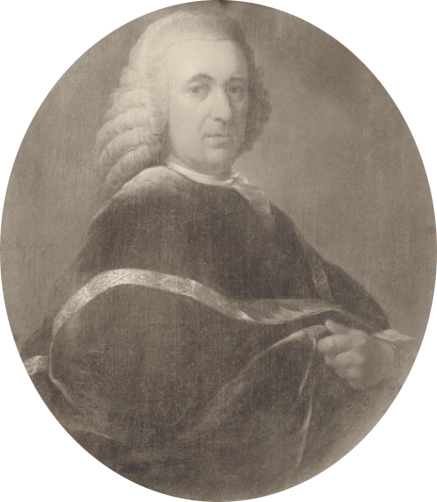
Abraham Gevers (1712–1780)

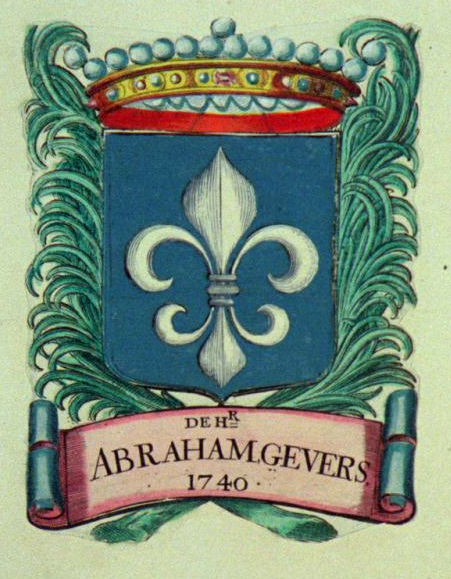
Wappen Abraham Gevers (1712–1780)

Abraham Gevers, auch Abrahamus Gevers (* 20. August 1712 in Rotterdam; † 15. Oktober 1780 ebenda) war ein niederländischer Bewindhebber der Niederländischen Ostindien-Kompanie (VOC) und Bürgermeister von Rotterdam, der im 18. Jahrhundert in Rotterdam ein auch international beachtetes Naturalienkabinett aufbaute.

## Leben
Abraham Gevers war ein Sohn von Paulus Gevers (1680–1757) und Adriana Leuven (1675–1760).
Er war von 1740 bis 1773 Mitglied der Vroedschap van Rotterdam, gehörte in der Zeit von 1768 bis 1771 der Admiralität von Rotterdam an, war Intendant des Jagd- und Forstwesens von Holland und Westfriesland sowie einer der Direktoren der Rotterdamer Kammer der Niederländischen Ostindien-Kompanie (VOC) und wirkte im Zeitraum 1758 bis 1773 mehrfach als Bürgermeister der Stadt Rotterdam.
Abraham Gevers baute im Lauf der Jahre eine viel beachtete Naturaliensammlung mit Mineralien, Fossilien und tierischen und pflanzlichen Präparaten, das sogenannte Kabinet van Natuurlijke Zeldzaamheden, in Rotterdam auf, das zur damaligen Zeit auch über die Landesgrenzen hinaus bekannt war und häufig von Besuchern aufgesucht wurde. So besichtigten unter anderem während seiner Grand Tour am 28. August 1774 der Erzherzog von Österreich Maximilian Franz von Österreich und am 21. Mai 1778 die Herzogin von Chartres Louise Marie Adélaïde de Bourbon-Penthièvre und die Fürstin von Lamballe Marie-Louise von Savoyen-Carignan die Sammlung.
Abraham Gevers wurde am 14. März 1766 unter der Präsidentschaft des Mediziners Andreas Elias Büchner mit dem akademischen Beinamen Xenokrates unter der Matrikel-Nr. 679 als Mitglied in die Kaiserliche Leopoldino-Carolinische Akademie der Naturforscher aufgenommen. Er korrespondierte in Sammlungsangelegenheiten mit der Markgräfin von Baden Karoline Luise von Hessen-Darmstadt und war in der Zeit von 1769 bis 1780 Mäzen der Bataafsch Genootschap der Proefondervindelijke Wijsbegeerte.
Er war ab 1740 verheiratet mit Kenau Deynoot (1714–1748) und nach deren Tod später ab 1754 mit Catharina Wilhelmina van der Staal (1736–1806).
Nach seinem Tod bearbeitete und katalogisierte der als Legationsrat in  Den Haag wirkende Malakologe Friedrich Christian Meuschen den Sammlungsbestand des Naturalienkabinetts, gab bei einem bis Ende Mai 1783 terminierten Versuch die Sammlung im Ganzen zu verkaufen zunächst 1782 einen komprimierten Sammlungsüberblick über die mehr als 13200 Exponate und veröffentlichte den Sammlungsbestand dann schließlich sieben Jahre nach dem Tod von Abraham Gevers mit der Schrift Museum Geversianum im Jahr 1787. 
Entgegen der ursprünglichen Absicht wurde die Sammlung letztendlich doch ab 1787 in Teilen verkauft. So erhielt unter anderem der Professor für Botanik und Direktor des Hortus Botanicus Leiden Sebald Justinus Brugmans 1787 von den Universitätskuratoren der Universität Leiden die Genehmigung, Exponate der Sammlung Gevers im Wert von 300 Gulden für die Universitätssammlung Leiden zu erwerben.

## Briefe
- Abraham Gevers an Karoline Luise von Baden vom 26. Dezember 1767 (Deutsche Digitale Bibliothek)